# Hemicyclophora coccophilus
Hemicyclophora coccophilus är en rundmaskart. Hemicyclophora coccophilus ingår i släktet Hemicyclophora och familjen Criconematidae. Inga underarter finns listade i Catalogue of Life.